# Awaken the Guardian
Awaken the Guardian ist das dritte Studioalbum der US-amerikanischen Progressive-Metal-Band Fates Warning. Es erschien im Jahr 1986 bei Metal Blade Records und gilt als wegweisend für die Entwicklung des Genres.

## Entstehung und Veröffentlichung
Nach einigen USA-Konzerten infolge der Veröffentlichung von The Spectre Within nahmen Fates Warning ihr drittes Album im September und Oktober 1986 auf, nun mit Frank Aresti statt Victor Arduini als Gitarrist. Jim Archambault spielte die Keyboards ein, die Band und Brian Slagel produzierten das Album, Eddy Schreyer masterte es. Nach der Veröffentlichung von Awaken the Guardian im November 1986 verließ John Arch die Band und wurde durch Ray Alder ersetzt.
Im Jahr 1994 erschien eine remasterte Fassung des Albums, im Jahr 2005 eine weitere mit Bonus-CD und -DVD, die vor allem Live-Aufnahmen enthalten.

## Titelliste
1. The Sorceress – 5:43
2. Valley of the Dolls – 5:22
3. Fata Morgana – 5:25
4. Guardian – 7:33
5. Prelude to Ruin – 7:23
6. Giant’s Lore (Heart of Winter) – 6:50
7. Time Long Past – 1:50
8. Exodus – 8:31

## Stil
Awaken the Guardian ist das letzte Album der Band mit von Fantasy beeinflussten Liedtexten und geht musikalisch bereits merklich über den traditionellen Heavy Metal hinaus. Fates Warning spielen hier atmosphärischen Progressive Metal mit komplexen Strukturen, wechselnden Rhythmen, ungewöhnlichen Melodien und Harmonien, variablem Gitarrenspiel und hohem Gesang. Die Stücke sind in mittlerem Tempo gehalten und haben oft eine mystische oder orientalisch angehauchte Atmosphäre.

## Rezeption
Das Album wurde schon 1986 von der Presse positiv aufgenommen und gilt heute als wegweisend und Klassiker des Progressive Metal. Ilias von vampster resümiert: „Nie zuvor gelang einer Band eine solch fesselnde, [sic!] Kombination aus klassischem Heavy Metal und technisch anspruchsvollen Strukturen, die überdies – nicht zuletzt dank der phantasievollen Texte – mit einer ungemein dichten Atmosphäre aufwarten konnte.“ Für Georg Heep von den Babyblauen Seiten gilt das Album „noch heute als Referenzwerk für schnellen, aber immer melodischen Heavy Metal, dessen progressive Ambitionen nie dem Reiz unterkühlter Technik-Demonstration erliegen“. Jörg Schumann bezeichnet es als „ein wichtiges Album, das wesentlich eine neue Spielform des Progressive Rock mitbegründet hat“. Boris Kaiser vom Rock Hard hält es für „pure, reine Magie“ und das Magazin wählte Awaken the Guardian zum wichtigsten Progressive-Metal-Album; auch das eclipsed-Magazin nahm das Album in seine Liste der Meilensteine des Genres auf.